# Ферно
Фѐрно (на италиански и на ломбардски: Ferno) е градче и община в Северна Италия, провинция Варезе, регион Ломбардия. Разположено е на 211 m надморска височина. Населението на общината е 6858 души (към 2017 г.).